# Faithless
Pour les articles homonymes, voir Faithless (homonymie).
Faithless est un groupe de musique électronique britannique composé de Maxi Jazz, Sister Bliss et Rollo Armstrong.
Le groupe est connu du grand public pour ses morceaux d'electronic dance music tels que Salva Mea, Insomnia, God Is a DJ ou encore We Come 1.
Au cours de sa carrière, Faithless enregistre six albums studio dont les ventes dépassent les quinze millions de disques dans le monde entier.
En 2011, le groupe annonce sa séparation après leur concert Passing The Baton à la Brixton Academy le 7 et 8 avril de la même année. Néanmoins, en 2015, Faithless se reforme pour célébrer les 20 ans du groupe.

## Biographie

### Débuts
Le groupe se forme en 1995 et sort le single Salva Mea (Save Me) en juillet de la même année. Sur leurs compositions, Maxi Jazz chante tandis que Sister Bliss mixe et crée de la musique grâce à un piano, un violon, un saxophone et une basse. Rollo Armstrong supervise et produit le groupe. La majorité des performances vocales sont effectuées par Pauline Taylor, qui travaille souvent avec Rollo sur des projets parallèles.
Avant la création de Faithless, Rollo excelle déjà en tant que DJ et remixeur de talent. Frère de la chanteuse Dido, il travaille notamment pour Simply Red, les Pet Shop Boys, ou encore Björk. Sister Bliss quant à elle, baigne dans la musique depuis sa tendre enfance, et s’impose au Royaume-Uni en tant que DJ de house music de renommée,.
Rollo et Sister Bliss composent à deux depuis 1993, mais ce n’est que deux ans plus tard que le groupe Faithless prend réellement forme, à l'arrivée de Maxi Jazz et Jamie Catto. Faithless multiplie alors les hits en 1996 et leur premier opus Reverence est acclamé par le grand public et est certifié disque d'or.
Durant sa carrière, le groupe Faithless est à l'origine de 6 albums. Reverence, Sunday 8PM, Outrospective et No Roots sortent entre 1996 et 2004. Le cinquième album intitulé To All New Arrivals voit le jour en 2006. En 2010, leur sixième et dernier album The Dance est disponible après 4 ans d'absence.
Entre 1996 et 2015, le groupe produit divers albums remix ainsi que des compilations.

### Dernier album studio et séparation du groupe
En 2009, un remix de la chanson Sun to Me issu de l'album The Dance est diffusé dans l'émission de Pete Tong sur BBC Radio 1. Une version gratuite est accessible à toutes les personnes inscrites sur le site de Faithless ainsi qu'à la newsletter du groupe. La chanson apparait également sur la page MySpace du groupe.
Depuis 2009, leur chanson Drifting Away est le générique de l'émission Chelsea Flower Show sur la BBC.
En 2010, ils retournent au Festival Glastonbury après huit ans d'absence, et se produisent sur la Pyramid Stage. Ils y jouent certains de leurs plus grands succès tels que Insomnia, God is a DJ et We Come 1.
Le 16 mars 2011, Maxi Jazz annonce sur le site internet de Faithless que le groupe se sépare : « Tout comme lorsque l'on écrit une chanson, on sait quand la fin approche. C'était la tournée de remerciements et d'adieu ». Ils se produisent pour la dernière fois le 7 et 8 avril 2011 au Brixton Academy à Londres. Le live est retransmis par satellite dans de nombreux cinémas d'Europe.

### Faithless 2.0
En 2015, pour célébrer les 20 ans de Faithless, le groupe sort Faithless 2.0, un album composé de remixes de leurs plus grands succès. Parmi les DJs invités sur l'opus, on retrouve entre autres Avicii, Tiësto, Rudimental ou encore Armin Van Buuren. Pour appuyer la sortie de l'album événement, Faithless effectue une tournée dans de nombreux festivals européens.

### Faithless sans Maxi Jazz
Le 5 juin 2020, le groupe sort un nouveau titre Let the Music Decide avec la voix de George The Poet, uniquement disponible sur les principales plateformes de musique et pour un temps limité.
Suivra un autre inédit intitulé This Feeling, le 16 juillet de la même année, avec les voix de Suli Breaks et Nathan Ball ; ces deux titres ne figureront pas sur le septième album du groupe All Blessed, leur premier album en dix ans, publié le 23 octobre, et sans la voix du charismatique chanteur Maxi Jazz, parti former Maxi Jazz & The E-Type Boys, son nouveau projet. Le groupe Faithless désormais composé des membres originels Sister Bliss et Rollo Armstrong, fera appel à de nouvelles collaborations tels que Damien Jurado, Jazzie B de Soul II Soul, entre autres, pour un retour plutôt discret. Synthesizer est le premier morceau officiel tiré de ce nouvel album.

## Discographie

### Albums studio
- 1996 : Reverence
- 1998 : Sunday 8PM
- 2001 : Outrospective
- 2004 : No Roots
- 2006 : To All New Arrivals[23]
- 2010 : The Dance[24]
- 2020 : All Blessed
- 2025 : Champion Sound

### Compilations & Live
- 1996 : Reverence / Irreverence (réédition CD original + CD de remixes)
- 1999 : Sunday 8PM / Saturday 3AM (réédition CD original + CD de remixes)
- 2002 : Outrospective / Reperspective (réédition CD original + CD de remixes)
- 2004 : Everything Will Be Alright Tomorrow (versions Instrumentales album "No Roots")
- 2005 : Forever Faithless - The Greatest Hits (compilation de leurs plus grands succès)
- 2006 : Renaissance 3D - Faithless (compilation titres de Faithless plus autres artistes)
- 2009 : Insomnia: The Best of Faithless (compilation)
- 2010 : The Dance Never Ends (réédition CD original + CD de remixes)
- 2012 : Pass the Baton - Live from Brixton (enregistré live à Brixton Academy le 8 avril 2011)
- 2015 : 2.0 (compilation inclus les hits et remixes 2015)